# Polyblastus provancheri
Polyblastus provancheri är en stekelart som beskrevs av Dmitriy R. Kasparyan 1970. Polyblastus provancheri ingår i släktet Polyblastus och familjen brokparasitsteklar. Inga underarter finns listade i Catalogue of Life.